# Meliha İsmailoğlu
Meliha İsmailoğlu, nata Meliha Smajlović e coniugata Diken (Gradačac, 17 settembre 1993), è una pallavolista e giocatrice di beach volley bosniaca naturalizzata turca, schiacciatrice dell'Eczacıbaşı.

## Carriera

### Club
La carriera di Meliha İsmailoğlu, nata Meliha Smajlović, inizia nel Kula Gradačac, club della sua città natale, dove gioca per un decennio. Nella stagione 2011-12, appena maggiorenne, approda in Turchia, ingaggiata dall'İller Bankası, successivamente rinominato İlbank, col quale partecipa alla Voleybol 1. Ligi per un triennio.
Nel campionato 2014-15 firma per un triennio col Fenerbahçe, club col quale si aggiudica due scudetti, due Coppe di Turchia e la Supercoppa turca 2015. Nella stagione 2017-18 passa all'Eczacıbaşı, vincendo la Coppa CEV 2017-18 e la Supercoppa turca 2018.
Per l'annata 2019-20 si trasferisce alle rivali concittadine del VakıfBank, sempre in Sultanlar Ligi, dove resta per due annate e si aggiudica uno scudetto e una coppa nazionale, mentre nel campionato 2021-22 torna in forza al Fenerbahçe, col quale si aggiudica due Supercoppe turche, due scudetti e una Coppa di Turchia. Nella stagione 2025-26 torna a indossare la casacca dell'Eczacıbaşı.

### Nazionale
Nel 2014, ottenuta la nazionalità sportiva turca, debutta in nazionale, vincendo la medaglia d'oro alla European League 2014. In seguito vince la medaglia d'oro ai I Giochi europei, mentre con la selezione under 23 vince quella d'argento al campionato mondiale 2015.
Nel corso del seguente ciclo olimpico conquista l'argento alla Volleyball Nations League 2018 e al campionato europeo 2019. Nel 2021 vince la medaglia di bronzo alla Volleyball Nations League e al campionato europeo.

## Palmarès

### Club
- Campionato turco: 5

2014-15, 2016-17, 2020-21, 2022-23, 2023-24
- Coppa di Turchia: 4

2014-15, 2016-17, 2020-21, 2023-24
- Supercoppa turca: 4

2015, 2018, 2022, 2024
- Coppa CEV: 1

2017-18

### Nazionale (competizioni minori)
- European League 2014
- Montreux Volley Masters 2015
- Giochi europei 2015
- Campionato mondiale under 23 2015
- Montreux Volley Masters 2018